# Testimony of the Ancients
Testimony of the Ancients è il terzo album della band death metal olandese Pestilence. È stato pubblicato nel 1991 dalla Roadrunner Records.

## Il disco
Nel 1990, un anno dopo la pubblicazione di Consuming Impulse, il cantante e bassista Martin Van Drunen lascia la band per unirsi agli Asphyx. Per le registrazioni del nuovo disco viene quindi arruolato Tony Choy, dei Cynic, al basso ed il chitarrista Patrick Mameli prende il posto di Van Drunen alla voce. Con questa formazione i Pestilence incidono Testimony of the Ancients, un lavoro molto diverso dall'album precedente. Oltre alla differenza di timbro vocale tra i due cantanti il disco vede, per la prima volta da parte della band, l'introduzione di tastiere nelle canzoni, suonate in quest'occasione da Kent Smith, ed un cambiamento di stile in direzione di un death metal più tecnico e sperimentale.

## Tracce
1. The Secrecies of Horror – 4:56
2. Bitterness – 0:30
3. Twisted Truth – 4:02
4. Darkening – 0:30
5. Lost Souls – 3:40
6. Blood – 0:29
7. Land of Tears – 4:47
8. Free Us from Temptation – 0:31
9. Prophetic Revelations – 5:21
10. Impure – 1:00
11. Testimony – 3:51
12. Soulless – 0:32
13. Presence of the Dead – 5:50
14. Mindwarp – 0:25
15. Stigmatized – 5:23
16. In Sorrow – 1:11

## Formazione
- Patrick Mameli - voce e chitarra
- Patrick Uterwijk - chitarra
- Tony Choy - basso
- Marco Foddis - batteria
- Kent Smith - tastiere